# Unterseeboot 801
L'Unterseeboot 801 (ou U-801) est un sous-marin allemand utilisé par la Kriegsmarine pendant la Seconde Guerre mondiale.

## Historique
Après sa période d'entraînement à Stettin en Pologne au sein de la 4. Unterseebootsflottille jusqu'au 31 octobre 1943, l'U-801 est affecté à une unité de combat à la base sous-marine de Lorient en France dans la 2. Unterseebootsflottille.
Lors de sa 2e patrouille, l'U-801 subit une attaque aérienne le 16 mars 1944 par un avion américain Grumman TBF Avenger du porte-avions d'escorte USS Block Island. Neuf sous-mariniers de l'équipage sont blessés ; un autre meurt dans cette attaque.
L'U-801 coule le 17 mars 1944 dans l'océan Atlantique, près des iles Cap-Vert à la position géographique de 16° 42′ N, 30° 28′ O, touché par une torpille FIDO de deux avions américains TBF Avenger du porte-avions d'escorte USS Block Island ainsi que par des charges de profondeur et par des coups de canon tirés par les destroyers américains USS Corry et Bronstein.

Dix membres d'équipage meurent dans cette attaque, qui laisse quarante-sept survivants.

## Affectations successives
- 4. Unterseebootsflottille du 24 mars 1943 au 31 octobre 1943
- 2. Unterseebootsflottille du 1er novembre 1944 au 17 mars 1944

## Commandement
- Kapitänleutnant Hans-Joachim Brans du 24 mars 1943 au 17 mars 1944

## Navires coulés
L'U-801 n'a, ni coulé, ni endommagé de navire au cours des 2 patrouilles qu'il effectua.

## Sources
- U-801 sur Uboat.net